# Tossalet de Miró
El Tossalet de Miró és un tossal de 613,6 metres d'altitud que es troba al municipi de la Conca de Dalt, a la comarca del Pallars Jussà, dins de l'antic terme d'Aramunt, al seu extrem nord, a prop de l'antic límit amb el municipi, desaparegut, d'Hortoneda de la Conca, tots dos actualment integrats en el de Conca de Dalt. Està situat al nord-oest del poble d'Aramunt i al sud del de Sant Martí de Canals.